# Wilfried Bingangoye
Wilfried Bingangoye, né le 25 mars 1985, est athlète gabonais, spécialiste du 100 mètres. Son meilleur temps personnel est 10.48 secondes, réalisé en août 2009 dans la ville de Castres.